# Congal Cáech
Congal Cáech (Congal Cláen) (fl. VII secolo) fu re dei Cruithne di Dál nAraidi (oggi nell'Ulster) dal 626 ca. al 637.
Era figlio di Scandal Sciathlethan e nipote di Fiachnae mac Báetáin (Fiachnae Lurgan). Il Fled Dúin na nGéd fa di Congal il nipote di Eochaid Buide, re di Dál Riata, notizia che non viene però confermata da altre fonti ma che è comunque possibile da un punto di vista cronologico. Ciò farebbe di Congal il nipote del suo alleato Domnall Brecc.
Congal sarebbe salito sul trono dei Dál nAraidi dopo il nonno Fiachnae, ma è improbabile che si sia imposto come re degli Ulaid fino a dopo la morte di Fiachnae mac Demmáin (627). Fa la sua comparsa per la prima volta nei documenti nell'anno 628, quando uccise Suibne Menddei Cenél nEógain, forse re supremo d'Irlanda a Taerr Bréni. Potrebbe essere stato proprio questo episodio ad aprire la strada a Congal al trono degli Ulaid, ma portò anche Domnall mac Áedo dei Cenél Conaill alla guida degli Uí Néill del nord. Nel 629, Congal avrebbe sconfitto le truppe di Dál Riata a Fid Eóin, uccidendo Connad Cerr, sebbene sia considerato vincitore Maél Caích, forse uno sconosciuto fratello di Congal. Dál Riata soffrì anche la perdita di due nipoti di Áedán mac Gabráin e fu ucciso anche l'esiliato Osric di Bernicia (forse figlio di Æthelfrith). Poco dopo Congal fu ucciso da Domnall mac Áedo a Dún Ceithirn e fuggì dal campo di battaglia. Domnall mac Áedo dominò la situazione fino al 637, quando Congal, insieme a Domnall Brecc di Dál Riata, lo affrontò nella battaglia di Mag Rath (Moira). Domnall mac Áedo sconfisse Congal che fu ucciso. Lo scontro viene menzionato dal Buile Shuibhne e dal Cath Maige Rath.
È incerto se egli sia stato o meno re supremo d'Irlanda. 